# Soupeření v komunikaci
Soupeření v komunikaci se z psychologického hlediska objevuje více u soutěživých lidí, kteří neumí prohrávat. Proto lze mezi slova soupeření a soutěživost dát rovnítko. Získané vlastnosti se běžně projevují nejen v chování, ale také v komunikaci, protože je to způsob, kterým se lidé projevují. Soupeření se také více objevuje u temperamentnějších osob. Projevuje se tím, že taková osoba má ve verbální komunikaci stále poslední slovo, neumí přiznat chybu a hůře se s takovým člověkem spolupracuje. U lidí, kteří mají tuto vlastnost, se hodně často ve verbální komunikaci objevuje slovo „já“. Často se také tato vlastnost může projevit mezi jedinci nebo skupinami, kteří usilují o tentýž cíl, ale dosáhnout ho může jen jeden. Snadno pak může celá situace mezi těmito jedinci přerůst v konflikt.
Lidé většinou v komunikaci s cizími lidmi soupeření skrývají. Je to proto, že jim to jejich morální hodnoty nedovolí. Toto platí pro všechny vlastnosti, nejen pro soupeření. Když ale komunikují se známými lidmi, projevují se takovým způsobem, jací doopravdy jsou.
Většina učitelů hovoří o tom, že soutěžemi připravují děti hlavně do dospělosti na situace konkurzu. Rádi by, aby jejich žáci v životě obstáli. Soutěžemi však lze v dětech vytvářet vzory chování a postoje, které jim nepomohou ani v situacích konkurzu, ani v běžném životě, a které nejsou přínosem ani pro společnost. Mohou jimi nastartovat trvalou soutěživost, tj. puzení neustále se srovnávat s druhými a snažit je předčit, dokázat jim, že ostatní jsou horší. To je svým způsobem past na celý život. Drtivá většina lidských vztahů má totiž charakter kooperační. Způsob jak propojit kreativitu a kooperaci několika lidí spočívá v komunikaci, ne v soupeření. Jinými slovy: jedinec musí mít prospěch z činnosti celku nebo musí být ztotožněn se zájmem celku a celek musí mít prospěch z činnosti jedince. Základem celé společnosti je racionální a pragmatická spolupráce, z níž těží každý. Skutečná osobnost může vyrůst pouze ze vzájemné komunikace ne ze soupeření.
Nedostatek ohledu a respektu v komunikaci k druhým se může projevit nedostatkem respektu a ohledu ke zvyklostem i vlastnostem druhého. Vyrovnaná komunikace vytváří klima příjemné pro obě strany. Ten, kdo komunikuje silou, se na druhého neohlíží, řídí se vlastním zájmem a svými způsoby. V rozhovoru není oponent nepřítelem, ale partnerem při hledání pravdy. Cílem diskuse je pravda, ne však intelektuální soutěž. Účast na dialogu předpokládá trojí úctu (k pravdě, k druhému a k sobě).
Příklad soupeření v komunikaci
A: „Vyhrál jsem v běžeckém závodě.“
B: „No a co? Musíš se s tím vytahovat?“
A: „Mám z toho prostě radost.“
B: „Ty se pořád vytahuješ.“
A: „Tak. A obtěžuje tě to?“
B: „Ano, a to není všechno. Vždycky mě hrozně štve způsob, jakým hraješ. Vždycky se snažíš využít všech výhod. Nemohl bys toho nechat?“
A: „Hm, tak takhle to je. Ale vždyť mě to vychází!“
B: „To jen proto, že máš zkrátka štěstí. Brzy se z té tvé hry zblázním.“
A: „To mě mrzí. Udělám všechno, co budu moci.“
B: „To tvoje „všechno“ nestačí. Prostě se nesoustředíš, jak bys měl.“
A: „Poslyš, a jak jsi na tom ty?“
B: „O mne se nestarej. Pokus se vylepšit svoji hru!“